# Paul Kellner
Paul Kellner (Spandau, Berlín, 6 de juny de 1890 – Berlín, 3 d'abril de 1972) va ser un nedador alemany, que va competir a començaments del segle xx.
Especialista en la modalitat d'esquena, el 1912 va prendre part en els Jocs Olímpics d'Estocolm, on disputà la prova dels 100 metres esquena del programa de natació. En ella guanyà la medalla de bronze en quedar rere Harry Hebner i Otto Fahr.